# ينس إم. يوهانسون
ينس إم. يوهانسون (بالنرويجية: Jens M. Johansson)‏ (و. 1971  م) هو صحفي، ومؤلف نرويجي، ولد في ستوكهولم.

## التعليم
تعلم في جامعة أوسلو، وNorwegian Journalist College ‏.